# Cephalotes liogaster
Cephalotes liogaster är en myrart som först beskrevs av Santschi 1916.  Cephalotes liogaster ingår i släktet Cephalotes och familjen myror. Inga underarter finns listade.